# 一日雙塔
一日雙塔，是台灣自行車愛好者的自我挑戰目標，指24小時內以台灣本島最北端的富貴角燈塔為起點，騎自行車抵達台灣本島最南端的鵝鑾鼻燈塔，因在一日（24小時）內到達兩座象徵台灣本島最北端及最南端的燈塔，故名一日雙塔。若走台灣西側，路程全長約520公里，通常自行車騎士選擇 10~12 月挑戰，順著東北季風南下減少風阻，一開始是個人自主挑戰，2012年以後開始出現集體活動。

## 起源
一日雙塔可能起源於2009年，當時台灣自行車愛好者喜歡在Mobile01網站分享騎乘經驗，而公路自行車騎士陸續挑戰更長的距離，由於這時期公路自行車錶已具備GPS功能，使挑戰過程可以留下客觀紀錄，因此在網路上形成一種相互激勵的風氣。由於自行車性能有限而騎士需要休息，單日騎乘500公里是個指標性的挑戰，而富貴角燈塔和鵝鑾鼻燈塔在台灣西側的距離大約如此，也就成為台灣自行車騎士間的常見話題，有些騎士會以24小時內完成作為目標。

## 路線

### 東路
從富貴角向東出發，經基隆市、東新北、宜蘭縣、花蓮縣、臺東縣及屏東縣的牡丹鄉與滿州鄉，路線全長約550公里，沿途共經過約23個鄉鎮市區，最後抵達鵝鑾鼻燈塔。此路線因位處雪山山脈、中央山脈及海岸山脈之山腳及沖積扇，坡度起伏較大，導致騎乘及施力上的困難，且人煙明顯較西半部來得稀疏，較不易進行補給作業，旅途南段因台26線達仁段及滿州段遲遲未開通，導致車手需不斷進行路線更替，種種因素導致東路較不易為選手採納，沿途主要聚落及行經幹道如下：

新北市：金山、瑞芳、福隆

基隆市：市區（仁愛、信義、中正）

宜蘭縣：頭城、蘇澳

花蓮縣：秀林和平、新城北埔、花蓮市、吉安

臺東縣：長濱、成功、東河都蘭、臺東市、太麻里、金崙、大武、尚武、達仁

屏東縣：東源、旭海、港仔、滿州、港口、鵝鑾鼻
- 台2線：富貴角→基隆市→鼻頭角→三貂角→頭城鎮→蘇澳鎮（約140km）
- 台9丁線：蘇澳鎮→南方澳→大清水（約70km)
- 台9線：大清水→花蓮市（約30km)
- 縣道193號：花蓮市→吉安光華（約7.5km）
- 台11線：吉安光華→成功鎮→臺東市→太麻里美和（約170km)
- 台9線：太麻里美和→達仁市區（約50km)
- 台9戊線：達仁市區→壽卡鐵馬驛站（約12km）
- 縣道199號：壽卡鐵馬驛站→旭海路口（約12km)
- 縣道199甲號：旭海路口→旭海派出所（約8km）
- 台26線：旭海派出所→港仔（約9km）
- 縣道200號：港仔→新莊（約24km）
- 縣道200甲號：新莊→港口（約4km）
- 台26線：港口→鵝鑾鼻（約11km）

### 西路
從新北市石門區富貴角往西部沿海方向出發，沿途將會經過新北市、桃園市、新竹縣、新竹市、苗栗縣、臺中市、彰化縣、雲林縣、嘉義縣、臺南市、高雄市及屏東縣等12縣市，共約66~68個鄉鎮市區（視騎乘台61線的比率多寡而定），路線總長約520公里。上列鄉鎮市區的共同特質為海岸線狹長，路段長度亦長，每鄉鎮路段長大約在8~12公里左右（除高雄市及台南市舊市區的轄區外），且多從郊區、田野或魚塭用地穿越，這60多個鄉鎮市區中，通常僅有少數的市區或聚落會被旅者途經。沿途主要聚落及行經幹道如下：

新北市：淡水、八里、林口

桃園市：蘆竹、大園、觀音、新屋

新竹縣：新豐、竹北

新竹市：南寮、香山

苗栗縣：白沙屯、苑裡

臺中市：大安海墘、清水高美、梧棲

彰化縣：伸港、線西、鹿港、福興、芳苑

雲林縣：麥寮、臺西、口湖下崙、口湖宜梧

嘉義縣：東石、布袋

臺南市：北門、七股、臺南市區

高雄市：沿線全境（茄萣–林園）皆有補給點

屏東縣：東港、林邊、枋寮、枋山、車城、恆春、鵝鑾鼻
- 台2線〈石門–關渡〉約26公里
- 台15線〈關渡–香山〉約78公里
- 台61線〈香山–白沙屯〉約40公里
- 台1線〈白沙屯–五南里3~9鄰〉約18公里
- 台61線〈五南里3~9鄰 - 龍井區麗水派出所〉約38公里
- 台17線〈龍井區麗水派出所 - 水底寮〉約255公里
- 台1線〈水底寮 - 楓港〉約25公里
- 台26線〈楓港 – 鵝鑾鼻〉約40公里

## 裝備與補給
由於挑戰距離大約520公里，如果要在24小時內完成，均速需要維持21.6km/h 以上，如果把疲勞和休息時間也列入考量，在不疲勞的狀況下能騎乘30km/h 以上比較有機會順利完成，因此自行車性能必須有一定的水準。全程消耗的熱量超過1萬大卡，沿途需要補充相當程度的熱量和水分。路線方面如果在沒有導航的狀況下也容易迷路而浪費體力。因此在挑戰前必須充分準備。

### 重點裝備
裝備上除了公路自行車以外，有不少騎士會使用空氣力學輪組提升長途騎乘性能，以這個路線而言，輪組的板高介於 35~50mm 之間最合適，板高過低的輪組在平路較耗費體力，板高過高在屏東一帶可能會受落山風引起的強烈陣風影響而摔車。
如果使用計時車挑戰，也可以大幅降低風阻提升均速。另外避免迷路也很重要，這部份需要依賴具備導航功能的自行車錶，或是智慧型手機的地圖功能。

### 補給
騎乘過程約有半天的時間承受日曬，不論是個人挑戰或是參與活動，都需要事先調查沿途商家，適時休息並補水分、鹽分、礦物質與熱量，休息時間則因選手的體格/能差距而異。一般自由車協會的成員或專業自行車選手而言，大約30至50公里休息一次，每次約以5~10分鐘為度；一般民眾或自行車初學者則建議每10~20公里休息一次，每次約以15~30分鐘為度。常見的補給點則包括：

1.傳統菜市場、超市、便利商店、百貨公司或量販店

2.文康中心、公家機構（如：公所或車站）、廟宇或涼亭

3.警察局或消防局

4.餐廳或咖啡廳

5.公園綠地

6.附座位或供膳的的連鎖書店

7.旅館或民宿

## 相關活動
從 2012 年開始陸續出現相關集體活動，而且人數與成功率也大幅上升，可能和主辦單位和騎士的經驗累積以及自行車的空氣力學設計有關。
| 日期       | 活動                                                        | 主辦單位          | 參加人數 | 24 小時完成 | 成功率 |
| ---------- | ----------------------------------------------------------- | ----------------- | -------- | ----------- | ------ |
| 2022-11-05 | 2022 雙塔認證                                               | TWB台灣自行車協會 |          |             |        |
| 2021-11-06 | 2021 雙塔認證                                               | TWB台灣自行車協會 |          |             |        |
| 2021-02-28 | 2021 永不放棄系列活動極限挑戰縱貫台灣520K雙塔挑戰及雙城挑戰 | 臺北市自由車協會  |          |             |        |
| 2020-11-07 | 2020 雙塔認證                                               | TWB台灣自行車協會 |          |             |        |
| 2019-11-02 | 2019 雙塔認證                                               | TWB台灣自行車協會 |          |             |        |
| 2019-01-12 | 2018 永不放棄系列活動極限挑戰縱貫台灣520K雙塔挑戰及雙城挑戰 | 臺北市自由車協會  |          |             |        |
| 2018-10-27 | 2018 雙塔認證                                               | TWB台灣自行車協會 |          |             |        |
| 2017-11-11 | 2017 永不放棄系列活動極限挑戰縱貫台灣520K雙塔挑戰及雙城挑戰 | 臺北市自由車協會  |          |             |        |
| 2017-11-04 | 2017 雙塔認證                                               | TWB台灣自行車協會 |          |             |        |
| 2016-11-12 | 2016 永不放棄系列活動極限挑戰縱貫台灣520K雙塔挑戰及雙城挑戰 | 臺北市自由車協會  |          |             |        |
| 2016-10-29 | 2016 雙塔認證                                               | TWB台灣自行車協會 |          |             |        |
| 2015-10-31 | 2015 雙塔認證                                               | TWB台灣自行車協會 | 443      | 358         | 80%    |
| 2014-11-08 | 2014 NeverStop 永不放棄-縱貫台灣520k                        | 臺北市自由車協會  | 380      | 210         | 55%    |
| 2014-11-01 | 2014 雙塔認證                                               | TWB台灣自行車協會 |          |             |        |
| 2012-11-10 | 2012 NeverStop 永不放棄-縱貫台灣520k                        | 臺北市自由車協會  | 365      | 59          | 16%    |

## 一日雙塔挑戰活動
| 日期       | 活動           | 主辦單位           | 參加人數 | 小時     |
| ---------- | -------------- | ------------------ | -------- | -------- |
| 2016-02-27 | 柯文哲一日雙塔 | 柯文哲臺北市市政府 |          | 28.5小時 |
| 2021-01-29 | 呱吉一日雙塔   | 上班不要看         |          | 24.8小時 |